# Astronomska ura v Bourgesu
Astronomska ura v Bourges je astronomska ura v stolnici v Bourgesu v Franciji.
Uro je zasnoval Jean Fusoris in jo namestil novembra 1424. Podaril jo je Karel VII. Francoski (»mali kralj Bourgesa« – na tej točki stoletne vojne je Karel VII. vladal le majhnemu območju okoli svojega dvora v Bourgesu, s Henrikom VI. Angleškim, priznanim za kralja Anglije in Francije) meščanom Bourgesa, ob krstu njegovega sina dofena (bodočega Ludvika XI.). Je najstarejša obstoječa astronomska ura v Franciji.

## Zgodovina
Ura je bila nameščena ob krstu bodočega Ludvika XI. Zasnoval jo je Jean Fusoris, matematik in kanonik, izdelal pa ga je André Cassart, ključavničar. Ohišje je poslikal Jean Grangier (ali Jean Orléanski).
Ura je bila sprva postavljena na korno pregrado stolnice, ki je bila odstranjena leta 1757. Nato je bila do 19. stoletja postavljena v stranski ladji stolnice, nato pa shranjena v kripti.

## Opis
Ura v ohišju v obliki zvonika je najstarejša ohranjena astronomska ura v Franciji in ena najstarejših ur po uri iz 14. stoletja v stolnici v Beauvaisu. Njena zgornja številčnica, nameščena v 19. stoletju, ima dva kazalca in kaže 12-urni čas; kompleksnejša spodnja številčnica prikazuje naslednje:
- 24-urni čas dneva in položaj sonca na nebu;
- lunin cikel in faze;
- letni čas, kot položaj Sonca v zodiaku.

Vse to se bere z enim puščičnim kazalcem: ura na zunanjem obroču, oštevilčena od I do XII dvakrat črno na belem; dan lunarnega meseca na obroču s številkami od I do XXIX v zlati barvi na modrem (z lunino fazo, prikazano v krožni odprtini v tem obroču), in letni položaj Sonca na notranjem obroču, ki prikazuje znake zodiaka.
Zvonec na vrhu strehe ohišja zvoni uro. Trije zvončki ob strani ohišja na dnu strehe odzvanjajo četrt ure: A na prvi četrtini, AD na pol ure, AGD na tretji četrtini in AGAD (prve štiri note Salve Regina) ob uri. 

## Obnova
Ura je bila večkrat restavrirana, v letih 1782, 1822, 1841 in leta 1872, ko so stari mehanizem zamenjali z enostavnejšim v zgornjem delu ure, ki kaže samo ure.
Zodiakalni koledar je bil obnovljen leta 1973. Leta 1986 je požar povzročil resno škodo na uri, kar je vodilo v temeljit projekt obnove, katerega cilj je bil vrniti uro v prvotno stanje.
Leta 1994 je bila ura po popolni obnovi ponovno postavljena v stolnico, pri čemer je bil mehanizem iz leta 1424 nadomeščen z natančno kopijo. Originalni mehanizem je bil ohranjen in je na ogled v stolnici. V 1990-ih je bil narejen faksimile glavne številčnice ure, ki je bila postavljena v mestnem turističnem uradu.

## Mere
- širina ohišja: 1,75 m
- globina ohišja: 1,75 m
- višina ohišja: 6,20 m
- dolžina mehanizma: 1 m
- širina mehanizma: 0,85 m
- višina mehanizma: 1,20 m